# قرش أسود الطرف
قرش أسود الطرف (الاسم العلمي: Carcharhinus limbatus)، نوع من جنس القرش الترابي وينتمي إلى فصيلة البنبكيات. يتواجد هذا النوع من القروش في المياه الساحلية الاستوائية وشبه الاستوائية في جميع أنحاء العالم، ويشمل ذلك المياه المسوسة. يبلغ طوله عادة حوالي 1.5 متر (4.9 قدم).

## معرض صور

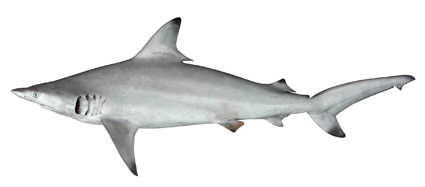
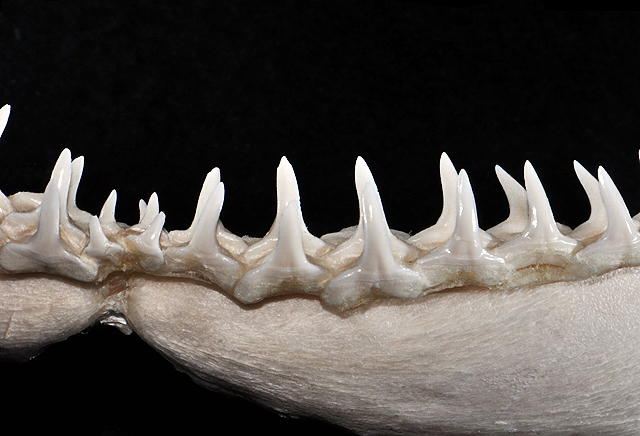
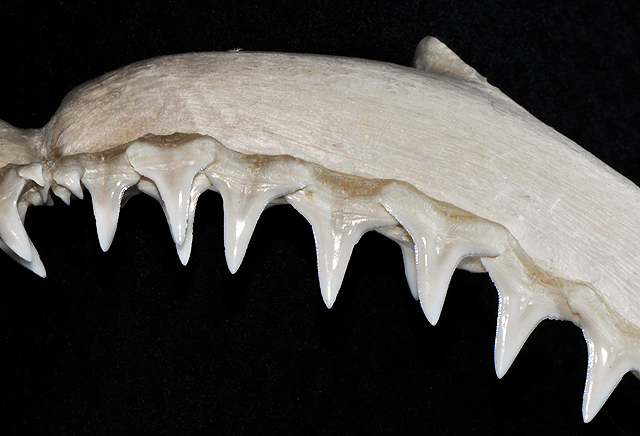